# Oxypeltidae
Gli Oxypeltidae Lacordaire, 1869, sono una piccolissima famiglia di coleotteri della superfamiglia Cerambycoidea, diffusa nelle montagne Andine del Cile e dell'Argentina.

## Descrizione
L'aspetto degli Oxypeltidi non mostra alcuna affinità con gli altri Cerambycoidea.

Il corpo è massiccio e caratterizzato da una colorazione metallica, verde o bluastro sull'avancorpo e rossa sulle elitre. Antenne e zampe sono di colore blu metallico.

La testa, piccola e tondeggiante, porta due robuste antenne dentate; il pronoto è dotato di creste longitudinali; le elitre, coperte di punteggiatura robusta, sono bidentate all'apice.

Le ali posteriori, membranose, presentano un'insolita colorazione violacea, simile a quella dei Cetoniinae, mentre sono trasparenti in tutte le altre famiglie dei Cerambycoidea.

## Biologia
Le larve, tipicamente xilofaghe, attaccano alberi del genere Nothofagus, genere vicariante del faggio nell'emisfero Australe.
Gli adulti sono diurni e si trovano spesso sul fogliame.

## Tassonomia
Questo raggruppamento è sempre apparso misterioso per gli specialisti, non mostrando alcuna affinità, se non molto lontana, con gli altri Cerambycoidea.

Originariamente inseriti nei Prioninae, a causa della carena laterale del pronoto, ne furono poi separati. Lo studio delle ali posteriori dei Cerambycoidea evidenziava come quelle degli Oxypeltinae fossero insolitamente pigmentate. L'analisi filogenetica e più recentemente, le analisi sulle larve  hanno evidenziato una lontana (e dubbia) parentela coi Vesperidae.

Il gruppo viene perciò generalmente considerato come una famiglia distinta.
Gli Oxypeltidae comprendono solo due generi e tre specie:
- Cheloderus Gray, 1832
  - Cheloderus childreni Gray, 1832
  - Cheloderus penai Kuschel, 1955

- Oxypeltus Blanchard, 1851
  - Oxypeltus quadrispinosus Blanchard, 1851